# Спенс, Джанет Тейлор
Джанет Тейлор Спенс (англ. Janet Taylor Spence, 29 августа 1923 — 6 марта 2015) — американский психолог. Работала в области психологии по направлениям тревоги и гендерных исследований.

## Ранняя жизнь
Родилась 29 августа 1923 года в Толедо, штат Огайо. Она была старшей из двух дочерей. Её сестра родилась в 1927 году.
Родители Спенс встретились в Нью-Йорке. Её отец Джон работал репортером, её мать Хелен получала степень магистра экономики в Колумбийском университете.
Джон присоединился к школьному совету после того, как баллотировался на пост губернатора, а Хелен работала с Лигой женщин-избирателей.

## Образование
В 1945 году в Оберлинском колледже, Спенс получила степень бакалавра в области психологии. Осенью, после окончания бакалавриата, она продолжила аспирантуру в Йельском университете, которую ранее оставила для стажировки в Нью-Йорке. Именно здесь она перешла от клинической практики к исследованиям человеческого поведения.
Позднее она была переведена в Университет штата Айова. Йель оказался важной частью её жизни, так как именно там она встретила своего будущего мужа и соавтора гипотезы Халла-Спенса о распознавании дискриминации Кеннета Спенса. В то время когда в Университете штата Айова она работала аспирантом и занималась исследованиями беспокойства.
Посещая Йельский университет в качестве студента-клинициста, Спенс работала под руководством Кларка л. Халла, автора теории научения, одной из самых значительных теорий XX века.
Продолжая гипотезу Халла-Спенса, в своей диссертация Спенс изучала возможность тревоги, являющейся диспозициональной чертой.
Проще говоря, я исследовала, будут ли хронически тревожные люди классически развиваться быстрее, чем менее тревожныеДжанет Тейлор Спенс
Одним из её достижений было создание инструмента для измерения её гипотезы. Этот инструмент, называемый шкалой тревог Манифеста Тейлора, «состоял из 50 утверждений, которые свидетельствовали о явном беспокойстве, когда исследуемые отвечали определённым образом», является одним из её самых признанных произведений, особенно потому, что он был первым в своем роде. Диссертацию Спенс защитила 1949 году, в результате чего получила степень доктора философии в области психологии.

## Работа и жизнь после обучения
После окончания университета Спенс была предоставлена возможность стать первой женщиной-преподавателем психологии в Северо-Западном университете. В 1951 году, её первая статья, «Тревожность и концентрация, безусловно-рефлекторного стимула, как определители уровня формирования условных рефлексов для век», была опубликована в соавторстве с Кеннетом Спенсом. В том же году была опубликована её первая, самостоятельно написанная статья «Связь тревоги с условной реакцией век».
Позже она получила должность доцента в Северо-Западном университете, где проработала до 1960 года. Уже будучи профессором ею было написано статистическое учебное руководство.
Джанет Тейлор и Кеннет Спенс поженились 27 декабря 1959 года и вскоре после этого переехали в Айову. То, что она была женщиной, послужило причиной отказа в трудоустройстве её на кафедру психологии университета штата Айова. В Университете женщины не работали. Тогда она устроилась в больницу ветеранов в Айова — Сити, психологом-исследователем. Работая в больнице, она значительно расширила свои возможности в изучении шизофрении. В 1964 году муж Дженет был приглашен на работу в Техасский университет, они переехали в Остин, штат Техас. Как и в Айове, работу в университете получить она не смогла, потому что была женщиной. Тогда она пошла работать в институт для умственно отсталых, под названием Остинская Государственная школа. Там она занималась как с нормальными, так и с умственно отсталыми детьми. Позже Департаментом психологии образования ей была предложена должность заведующей кафедрой психологии в университете штата Техас.
12 января 1967 года умер её супруг, однако это не остановило её продолжить исследования в области психологии.
В 1970 году Спенс была избрана членом совета по научным вопросам американской психологической Ассоциации(APA). Два года спустя она стала президентом Юго-Западной психологической Ассоциации. В 1974 году она начала рецензирование «Современной психологии», где за пять лет до этого она стала помощником редактора Гарднера Линдзи. В середине-конце 1970-х годов она входила в Совет директоров АПА. В 1985 году она также стала шестой женщиной-президентом АПА.
В 1989 году она основала и стала первым избранным президентом американского психологического общества (ныне Ассоциация психологических наук). В 1993 году она была награждена премией Национальной Академии наук за выдающиеся достижения в области научного рецензирования. Она была удостоена трёх почётных докторских степеней в Оберлинском колледже, университете штата Огайо и университете Толедо. Она также получила золотую медаль американского психологического фонда за достижения в области психологии в 2004 году (American Psychologist, 2004). Она дважды была приглашённым профессором-исследователем в Гарвард.
В 2009 году Совет директоров АПО (APS) учредил премию Джанет Тейлор Спенс за Преобразующий вклад в раннюю карьеру, с целью признать психологической науке восходящих звезд. Награда является данью уважения Спенс, которая разработала новые подходы к исследованиям и новаторские инструменты, включая шкалу тревоги Манифеста Тейлора и отношение к шкале женщин, а также пересечение дисциплинарных границ с работой по темам, начиная от шизофрении, психологии развития до гендерной предвзятости.

## Научные работы
- Спенс, Дж. Т. (1988). Джанет Тейлор Спенс. В Н. А. О’Коннелл, И Н. Ф. Руссо (ред.), Модели достижений: размышления выдающихся женщин в психологии (ч. 2). (стр. 191—203). Хилсдейл, Нью-Джерси: Лоуренс Эрлбаум Ассоциация.
- Спенс, Дж. Т. (1999). Тридцать лет гендерных исследований: личная хроника. В. Б. Сванн-Младший, Джудит Ланголис, Л. А. Гилберт (ред.), Сексизм и стереотипы в современном обществе: гендерная наука Джанет Тейлор Спенс. (стр. 35-42). Вашингтон, округ Колумбия: Американская психологическая ассоциация. Дальнейшее чтение: Спенс, Дж. Т., Роберт Хелмрех (1978). Мужественность и женственность: их психологические размеры, корреляты и антецеденты. Остин: пресса Техасского Университета.
- Спенс, Дж. Т., Роберт Хелмрех. (1972). Кому нравятся компетентные женщины? Компетентность, соответствие половых ролей интересам и отношение испытуемых к женщинам как детерминанты межличностного влечения. Журнал прикладной социальной психологии, ч. 2, с. 197—213.
- Спенс, Дж. Т., Роберт Хелмрех., Джон Пол Стапп. (1973). Анкетирование личностных качеств: мера стереотипов пол-роль и мужественности-женственность. ЖСАН/JSAS Каталог избранных документов по психологии, ч. 4, стр. 43-44.